# Nervijuncta nigricoxa
Nervijuncta nigricoxa är en tvåvingeart som beskrevs av Edwards 1927. Nervijuncta nigricoxa ingår i släktet Nervijuncta och familjen hårvingsmyggor. Inga underarter finns listade i Catalogue of Life.